# Färöische Balladen
Die färöischen Balladen (färöisch: kvæði) gehen teilweise aufs Mittelalter zurück und wurden über die Jahrhunderte mündlich überliefert. Sie spielen eine zentrale Rolle bei der Bewahrung der färöischen Sprache bis in unsere Zeit.
Eine der probatesten Methoden von Kulturen zur Bewahrung von Geschichten und der Weisheit der Vergangenheit besteht darin, sie in Reime zu fassen, oder wie im Falle der Färöer, sogar in Gesänge zu verpacken, die dann von Generation zu Generation weitergegeben werden.
Die riesige Menge alter färöischer Balladen (vor 1700 von unbekannten Autoren) wäre wahrscheinlich nicht überliefert worden, wenn nicht die Färinger gleichzeitig am mittelalterlichen färöischen Kettentanz festgehalten hätten – auch noch lange nachdem er schon überall in Europa aus der Mode gekommen war. Um tanzen zu können, braucht man Lieder, und die langen Balladen (manche mit über 150 Strophen) brauchen ein Thema. Die Lieblingsthemen der alten Balladendichter waren Legenden, Mythen und Volksmärchen, genauso wie auch religiöse Legenden. Diese wurden durch Generationen von Volkstänzern in unsere Zeit hinübergerettet. Die bekanntesten Geschichten sind die Balladen von Sigurd dem Drachentöter und die Reihe der Balladen über Karl den Großen.
Der erste Gelehrte, dem der Wert dieser Volksweisen klar war, hieß Jens Christian Svabo. Neben seiner Sammlung der Balladen schrieb er auch das erste färöische Wörterbuch (Färöisch-Dänisch-Latein). Nólsoyar Páll und Jens Christian Djurhuus dichteten Ende des 18. Jahrhunderts/Anfang des 19. Jahrhunderts populäre Balladen nach altem Stil.
Nachdem V. U. Hammershaimb um 1850 anfing, die Balladen in der neufäröischen Schriftsprache niederzuschreiben, gibt es heute einen neuen Band zur Ende des 19. Jahrhunderts erfolgten kompletten Sammlung färöischer Balladen durch ihn, Svend Grundtvig und Jørgen Bloch.
Noch im 20. Jahrhundert kamen nach dem alten Muster neue Balladen hinzu. Der bekannteste Autor ist Poul F. Joensen.
Die färöischen Balladen werden heute international verbreitet durch Musiker wie Eivør Pálsdóttir (Í Gøtu ein dag) oder die Metal-Gruppe Týr (u. a. Ormurin Langi und Regin Smiður).